# 港專學院

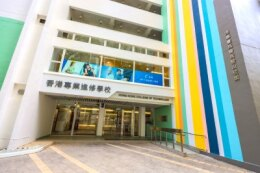
位於馬鞍山港專賽馬會本科校園

港專學院（縮寫：CTIHE），簡稱港專，是一所位於香港的高等教育院校。根據香港特別行政區政府2014年公佈的《行政長官會同行政會議決定》，該院獲准成為本地可頒授認可學位的專上教育機構之一。學院前身可追溯至1957年成立的香港工人夜校，歷經多次改組後發展為現今規模。
學院主要提供職業專才教育，開辦多個學士學位、高級文憑及碩士課程，涵蓋人工智能、網絡安全、社會工作及幼兒教育等範疇。校舍位於馬鞍山，由前五邑工商總會馮平山夫人李穎璋學校及嗇色園主辦可暉學校的校址改建而成，現稱「賽馬會本科校園」。

## 校園簡史
- 1947年 港專前身為工人夜校，為二次大戰後失學、失業、失醫的貧苦大眾掃盲。
- 1987年 改名為香港專業進修學校（港專）。
- 1992年 成立再培訓中心，協助過萬港人重投勞動市場。
- 1996年 開辦予中學畢業生修讀的全日制文憑課程，並成立高等教育學院，與非本地高等院校合作舉辦學士及碩士課程。
- 2001年 配合政府於2000年提出擴闊專上教育學額的政策，港專銳意發展專上教育，開辦首批獲政府認可的高級文憑課程。
- 2003年 獲教育統籌局委任，接辦九龍及港島區19所官立夜校的成人夜校課程，包括夜中學、英文專修班及成人基礎教育課程，「港專成人教育中心」正式成立。
- 2005年 鑑於全日制課程人數不斷上升，發展愈見規模，課室不敷應用，港專增設紅磡都會校舍，為學生提供完善學習設施。

- 2012年9月正式啟用「港專文福道校舍」，新校舍毗鄰港專旺角東校舍[5]。
- 2013年8月5日 教育局宣佈，將馬鞍山前五邑工商總會馮平山夫人李穎璋學校分配予港專機構有限公司，2015年啟用[6]。
- 2014年 獲香港特別行政區行政會議根據香港法例第320章專上學院條例批准港專學院的註冊。目前，連同公立大學本地有二十二所可以頒授學位的院校。
- 2015/16學年因應何文田文福道校舍在2015年8月租約期滿，於同年9月遷入完成翻新工程的馬鞍山新校舍。有關校舍總樓面面積約為7,000平方米，翻新費用總額估計為6,200萬元，包括設置演講廳、課室、實驗室、工作室及圖書館等，與現有的「港專賽馬會馬鞍山校園」結合成為「雙子校園」[7]，在馬鞍山建立一個專為高等教育而設的校園區。
- 2018年 港專校長陳卓禧博士獲委任為第十三屆全國政協委員。
- 2022年 推出「博學課堂」、成立本港大專院校首支學生升旗隊。
- 2023年 獲自資專上教育提升及啟動補助金計劃（ESGS）資助近港幣2,000萬，發展網安大專課程及建設專業的硬件及系統平台，為學生提供最先進的教學設施。
- 2025年 港專學院獲特首會同行政會議批准開辦資歷架構第六級的碩士課程資格。首個社會科學碩士學位課程(「職涯輔導」及「社會服務管理」)於同年九月推出。

## 開辦課程
| 碩士學位： - 社會科學碩士（職涯輔導） - 社會科學碩士（社會服務管理） | 學士學位： - 計算機科學與人工智能工程（榮譽）理學士 - 計算機科學及網絡安全（榮譽）理學士 - 運動管理及訓練（榮譽）社會科學學士 - 社會工作（榮譽）社會科學學士 | 高級文憑： - 應用人工智能高級文憑 - 網絡安全高級文憑（檢測及合規） - 體適能、教練及運動管理高級文憑 - 幼兒教育高級文憑（融合教育） |

## 教學設施

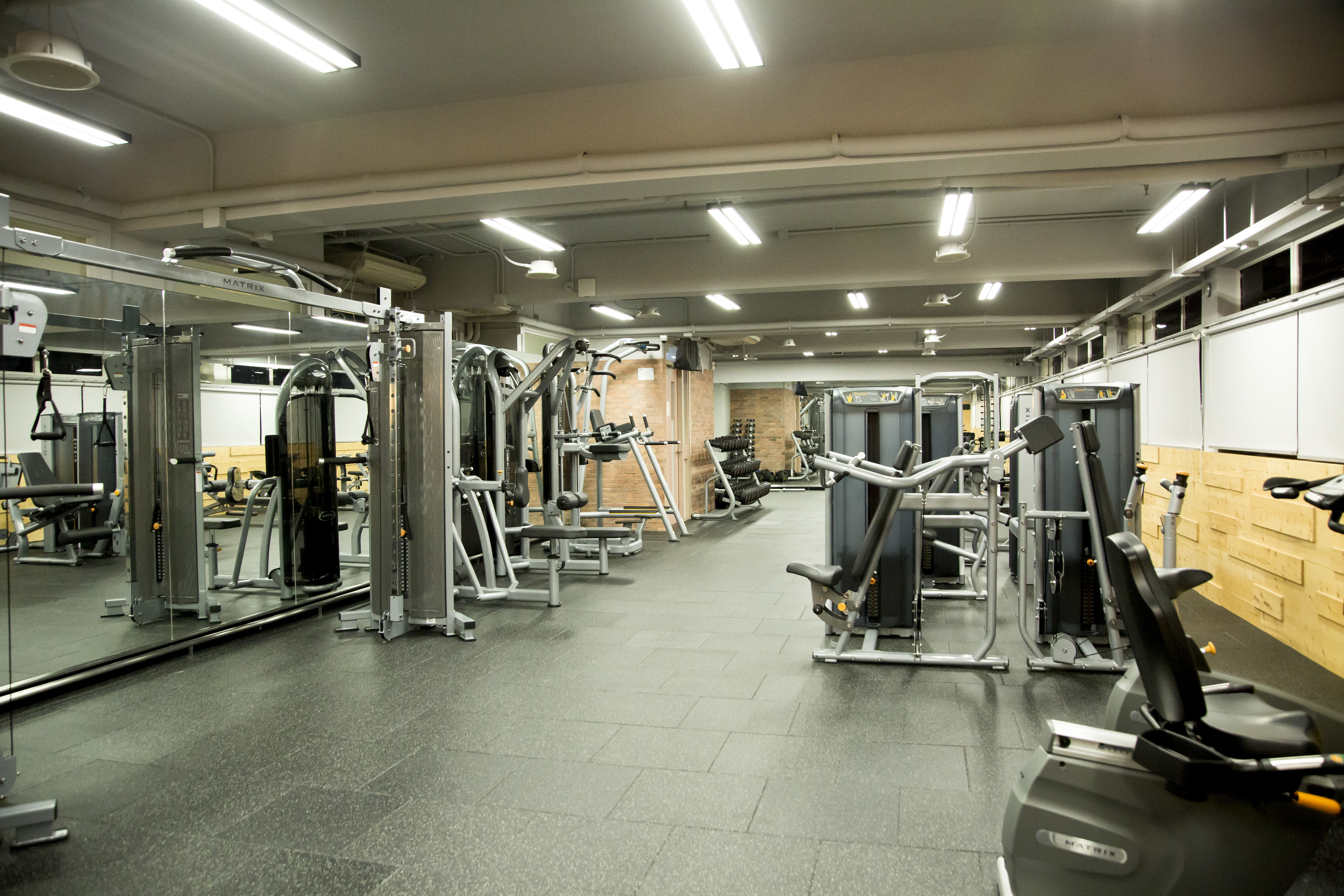
健身室
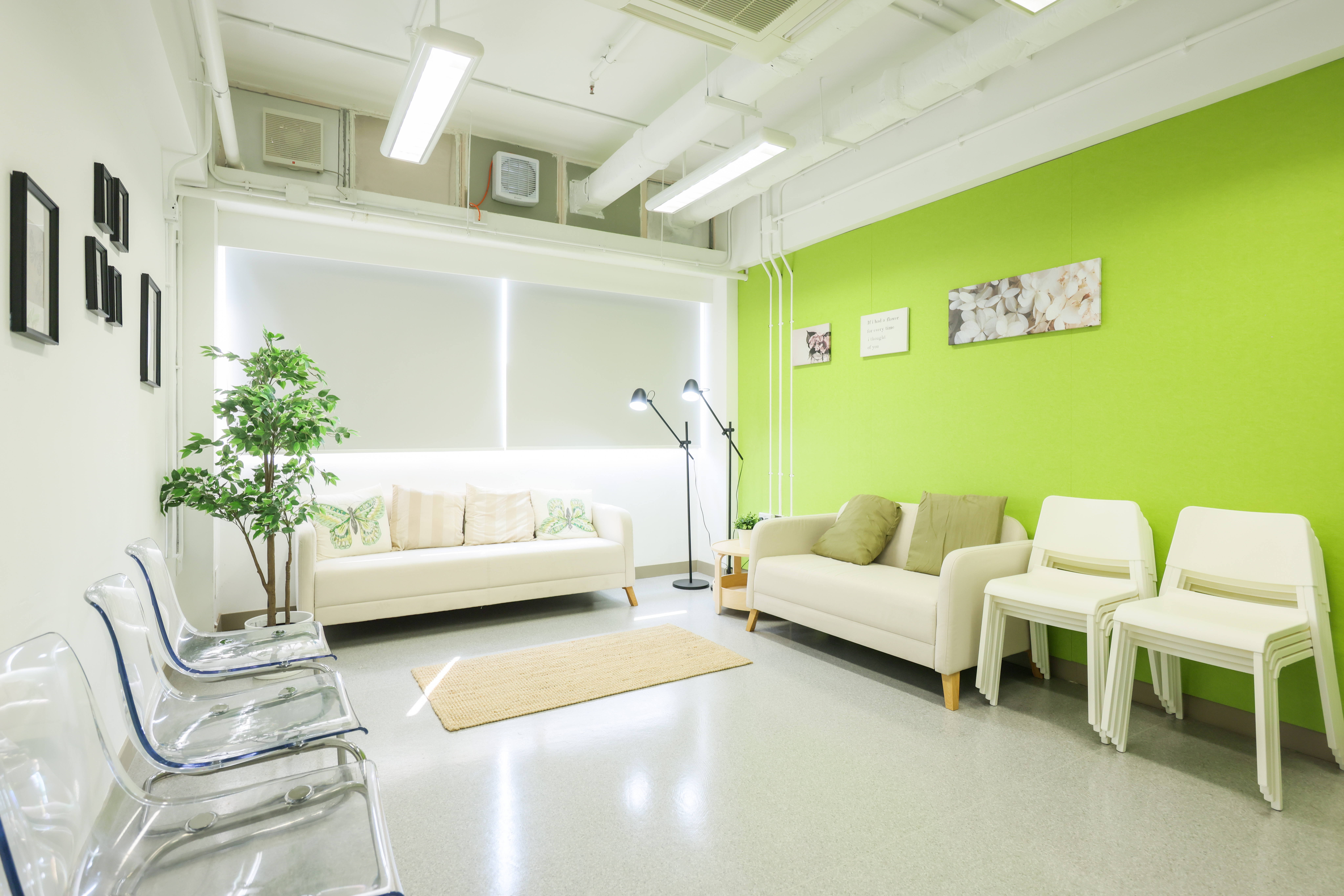
社會工作實務中心
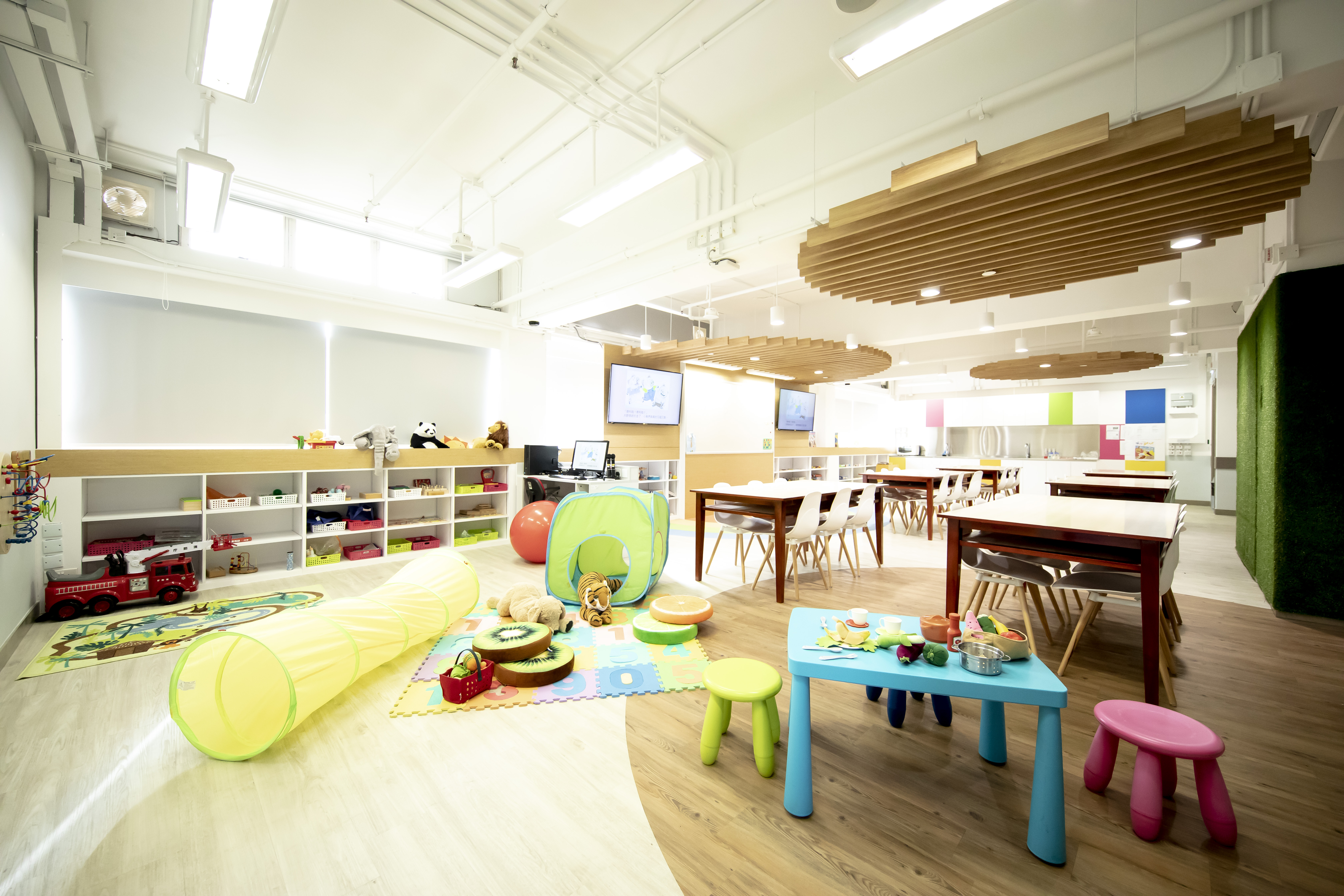
童話坊（幼兒教育中心）

## 政府資助
「指定專業/界別課程資助計劃」（SSSDP）
在2025/26學年，港專學院的「網絡安全高級文憑（檢測及合規）」及「體適能、教練及運動管理高級文憑指定高級文憑」獲指定專業/界別課程資助計劃資助，合資格本地學生每年可獲$23,390的政府資助 。扣除SSSDP最高資助金額後，比較其他院校同類的高級文憑，港專的學費最低。
「為修讀香港自資學士學位課程學生提供的免入息審查資助計劃」(NMTSS)
在2025/2026學年，港專學院的「運動管理及訓練（榮譽）社會科學學士」及「社會工作（榮譽）社會科學學士」獲政府的為修讀香港自資學士學位課程學生提供的免入息審查資助計劃資助，合資格本地學生每年可獲$35,120的政府資助。

## 專業認證
部份課程獲以下專業認證：
- 社會工作者註冊局
- 教育局
- 社會福利署

## 事件
港專與西安電子科技大學合作 
港專成立「網絡空間科技學院」
東京奧運會內地金牌健兒訪港專 